# عزلة وادي المعقاب (إب)

تعديل مصدري - تعديل

عزلة وادي المعقاب هي إحدى عزل مديرية حبيش في محافظة إب اليمنية ويبلغ تعداد سكانها 4863 نسمة حسب التعداد السكاني في اليمن لعام 2004.

## روابط خارجية
- الجهاز المركزي للإحصاء بالجمهورية اليمنية
- المركز الوطني للمعلومات باليمن
- الدليل الشامل